# 奥雷勒
奥雷勒（法語：Orelle，法語發音：[ɔʁɛl]）是法国萨瓦省的一个市镇，属于圣让德莫里耶讷区。

## 地理
奥雷勒（45°12'33"N, 6°32'13"E）面积69.25 平方千米，位于法国奥弗涅-罗讷-阿尔卑斯大区萨瓦省，该省份为法国东部省份，历史上为薩伏依的一部分，北起上萨瓦省，西接伊泽尔省和安省，南部和东部与上阿尔卑斯省和意大利接壤。
与奥雷勒接壤的市镇（或旧市镇、城区）包括：内瓦什、莫達訥、圣安德烈、莱贝尔维尔、圣米歇尔-德莫里耶讷、瓦尔梅尼耶。

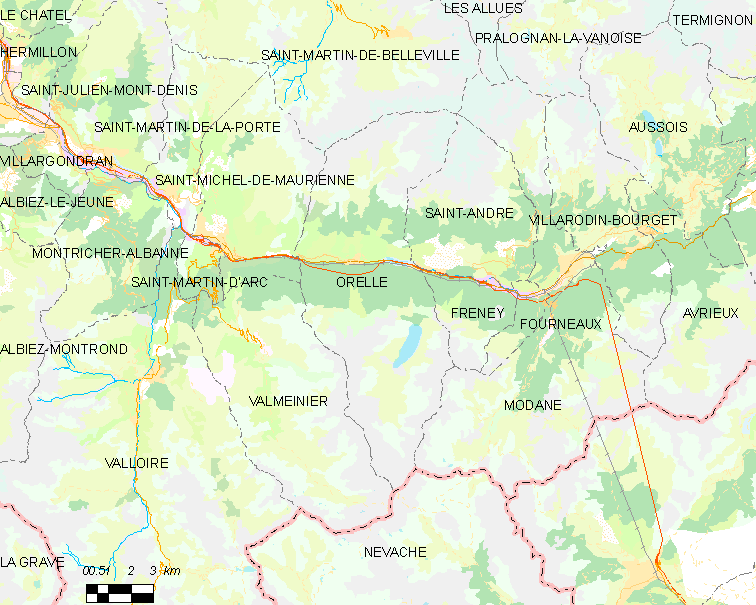
奥雷勒的OSM定位图

奥雷勒的时区为UTC+01:00、UTC+02:00（夏令时）。

## 行政
奥雷勒的邮政编码为73140，INSEE市镇编码为73194。

## 政治
奥雷勒所属的省级选区为莫达讷县。

## 人口

1962-2008年间奥雷勒人口变化图示

奥雷勒于2022年1月1日时的人口数量为321人。